# Георги Божинов (кмет)
Вижте пояснителната страница за други личности с името Георги Божинов.
Георги Божинов е български политик. Той е сред първите кметове на Голяма Кутловица, управлявал от 1879 до 1883 г. Според устни сведения е участвал в „народните работи“ – посрещал е Васил Левски в селото.

## Биография
Роден е през 1838 г. в Голяма Кутловица, в семейството на Костадин Божинов и Яна Божинова, потомци на стари родове, заселили се там още преди Освобождението. Бил е неграмотен, занимавал се е със земеделие.
Умира на 90-годишна възраст в родната Голяма Кутловица, но вече преобразувана в град Фердинанд, през 1928 г. Има син Иван Божинов, по професия обущар.

## Политическа дейност
След напускане на кметската длъжност от първия кмет Коно Стоянов на Голяма Кутловица и след провеждане на първите общински избори през есента на 1879 г. започва кметската му дейност. На 17 септември 1879 г. по повод пътуването на княз Александър Батенберг от Берковица за Лом поради неопитността на новия кутловски кмет да приветства княза е бил повикан кметът на близкото село Липен Петко Младенов – Дандулата. Князът е придружаван от окръжния управител Христо Иванов и окръжния съдия Иван Вазов. Посрещането става над Голяма Кутловица в местността Джиновец, населението по улиците хвърля цветя и вика: „Да живее князът“. След речите и приветствията се състои кратък обяд.
През годините на управлението му продължава развитието на селището, изградени са сгради за важни държавни и обществени учреждения – околийски съд, училище, телеграфопощенска станция (ТПС), читалище, което има съществено значение за извършване на правните отношения и за подобряване на бита и културата на населението. Първият мирови съдия е Иван Стоянов (Дормидолски), първият учител е Андрей Попов от с. Белимел, а първият началник на ТПС е Петър Василев.
Селището е обявено за административен център с княжески Указ № 317 от 26 юни 1880 г. – тогава село Голяма Кутловица става център на околия в Берковското окръжие. Първият околийски началник (1880–1882) е Лазар Костов, баща на известния по-късно български писател и драматург Стефан Костов. Тези положителни промени в живота на малкия околийски център са станали и с усилията и участието на Общинския съвет и на кмета на селището.